# Phoronis pallida
Phoronis pallida is een soort in de taxonomische indeling van de Phoronida (hoefijzerwormen). Deze worm heeft een plomp, langwerpig lichaam, met een uitstulping aan de achterkant dat als anker fungeert waarmee het dier zich in zijn koker of gang vastzet. Over de mond hangt een korte lip heen, het epistoom, en is omringd door een hoefijzerachtig lofofoor met talrijke lange, van trilharen voorziene tentakels. De darm van de worm is U-vormig.
De worm komt uit het geslacht Phoronis. Phoronis pallida werd in 1952 ontdekt door Silén.